# Sofia Corban

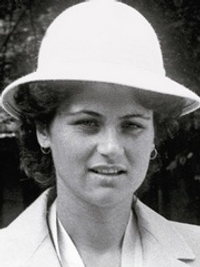
Sofia Corban in den 1980er-Jahren

Sofia Corban, bis 1981 Sofia Banovici, (* 1. August 1956 in Drăgănești-Vlașca, Kreis Teleorman) ist eine ehemalige rumänische Ruderin.
Die 1,80 m große Banovici belegte bei den Weltmeisterschaften 1978 den sechsten Platz im Doppelvierer. Im Jahr darauf gewannen Maria Moșneagu, Aneta Mihaly, Sofia Banovici, Veronica Juganaru und Steuerfrau Elena Giurcă die Bronzemedaille bei den Weltmeisterschaften 1979. Mit Mariana Zaharia für Juganaru belegte der rumänische Doppelvierer den vierten Platz bei den Olympischen Spielen 1980.
1981 bildeten Aneta Mihaly, Valeria Roșca, Sofia Banovici, Olga Bularda und Steuerfrau Ecaterina Oancia den rumänischen Doppelvierer, der bei den Weltmeisterschaften den dritten Platz hinter den Booten aus der Sowjetunion und aus der DDR belegte. 1982 gewann der umbesetzte Doppelvierer mit Maria Moșneagu, Maricica Țăran, Elisabeta Lipă, der mittlerweile verheirateten Sofia Corban und Ecaterina Oancia ebenfalls Bronze hinter der UdSSR und der DDR. Bei den Weltmeisterschaften 1983 siegte erneut die sowjetische Crew vor der DDR; hinter den Bulgarinnen belegte der rumänische Doppelvierer den vierten Platz. Wegen des Olympiaboykotts fehlten die drei Medaillengewinner von 1983 bei den Olympischen Spielen 1984 in Los Angeles. Maricica Țăran, Anișoara Sorohan, Ioana Badea, Sofia Corban und Ecaterina Oancia gewannen das olympische Finale mit einer Sekunde Vorsprung vor dem Boot aus dem Gastgeberland.